# VLDLR
VLDLR (een afkorting van very-low-density-lipoprotein receptor) is een lipoproteïne-receptor die zeer veel overeenkomsten vertoont met de LDL-receptoren die een rol spelen bij endocytose en signaaltransductie. VLDLR is samen met ApoER2 een van de hoofdreceptoren van reeline. 

## Verdeling
Bij konijnen werd de mRNA die voor VLDLR codeert vooral aangetroffen in het hart, de skeletspieren en het vetweefsel, maar in de lever werden er geen sporen van aangetroffen. Verder onderzoek bij mensen toonde aan dat de verdeling hier sterk overeenkwam. Op grond hiervan is de mogelijkheid geopperd dat VLDLR een belangrijke rol zou kunnen spelen in het metabolisme van vetzuur van niet-hepatische weefsels. 

## Rol bij ziekten
In de jaren 1970 werd een zeldzame neurologische afwijking ontdekt. Deze afwijking stond eerst bekend als het desequilibriumsyndroom, maar werd na een studie uit 2005 hernoemd tot VLDLR-gebonden cerebellaire hypoplasie (afgekort VLDLRCH). De reden was dat een afwijking aan het VLDLR-gen er vermoedelijk aan ten grondslag ligt. De betreffende afwijking komt vooral voor binnen gesloten gemeenschappen, zoals die van de Hutterieten. 
VLDLRCH en het Norman-Roberts syndrome zijn voor zover bekend de enige bekende genetische afwijkingen waarvan de oorzaak een verstoring van het signaalpathway van reeline is.